# Ischioscia stenocarpa
Ischioscia stenocarpa är en kräftdjursart som beskrevs av Helmut Schmalfuss1980. Ischioscia stenocarpa ingår i släktet Ischioscia och familjen Philosciidae. Inga underarter finns listade i Catalogue of Life.